# Sessiliteit

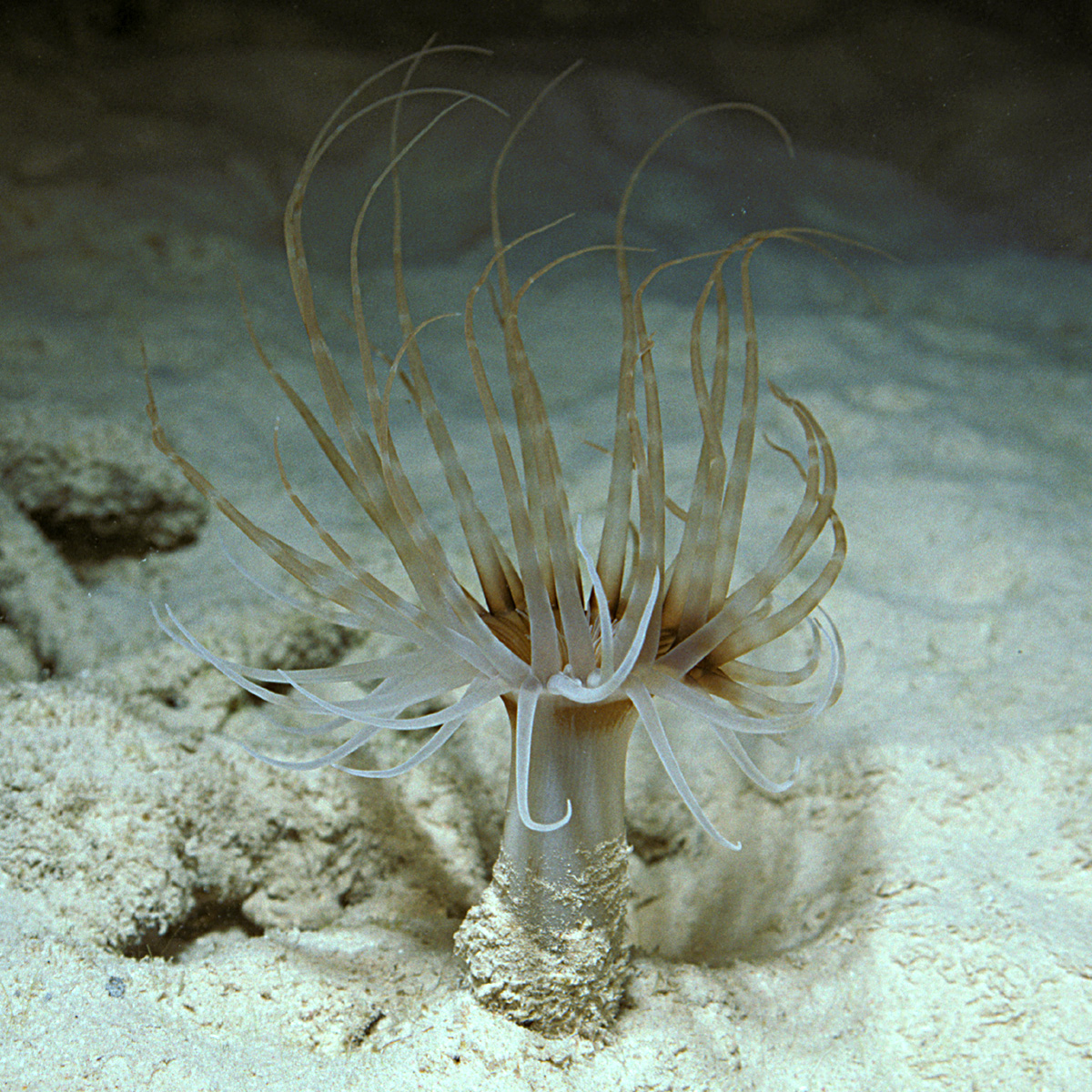
Arachnanthus nocturnus, een bloemdier voor de kust van Bonaire.

Sessiliteit is in de biologie de eigenschap van een organisme van het zich niet zelfstandig kunnen voortbewegen. Een organisme dat zich niet kan voortbewegen is sessiel en is zijn leven lang vastgehecht aan een bepaald substraat.
In de plantkunde kan sessiel (zittend) ook betekenen dat de bladeren van een plant zonder bladsteel aan de stengel bevestigd zitten.
Niet alleen planten en schimmels zijn sessiel, maar ook sommige dieren. Vaak zijn sessiele organismen vastgehecht aan de ondergrond of substraat, waarop ze leven, zoals gesteente, een bodem of de buitenkant van een scheepsromp. Koralen vormen  hun eigen substraat. Er zijn sessiele dieren die zich door symbiose met andere soorten (commensalisme) kunnen voortbewegen. Een voorbeeld zijn bepaalde soorten rankpootkreeften, die zich aan krabben, schildpadden, of walvissen kunnen hechten. Hoewel ze sessiel zijn, kunnen ze zich - dankzij de gastheer - toch over grote afstanden verplaatsen.
Sessiele dieren hebben meestal een motiele fase in hun levenscyclus. Sponsdieren hebben bijvoorbeeld een motiele fase als larven, die sessiel wordt wanneer de larven volwassen worden. Het omgekeerde geldt voor kwallen, die als poliepen groeien in het begin van hun levenscyclus. Veel sessiele dieren, zoals zeeanemonen, koralen en sponsdieren planten zich ongeslachtelijk voort door knopvorming.